# The Sims Project Rene
The Sims Project Rene — будущая компьютерная игра в жанре симулятора жизни из серии игр The Sims, разрабатываемая компанией Maxis, как для персональных компьютеров, так и для мобильных устройств.
Игра была анонсирована на мероприятии The Sims Summit 18 октября 2022 года. Project Rene в течение 2 лет разработки находился на ранней стадии производства, команда Maxis объявила, что будет рассказывать о дальнейшем ходе разработки игры. Project Rene позиционируется, как побочная игра франшизы, не связанная с The Sims 5.

## Игровой процесс
Об игровом процессе известно мало, кроме того, что игра должна будет предлагать однопользовательский и многопользовательский режимы, кроссплатформенность — возможность одновременно играть с одним сохранением как на персональном компьютере, так и на мобильном устройстве. Например игрок должен будет обустраивать жилище, пользуясь интерфейсом на телефоне, при этом изменения будут отображаться на экране компьютера в режиме реального времени.
Также был продемонстрирован значительно усовершенствованный режим строительства, в частности возможность менять детали мебели или менять их размер, например подбирать изножье для кровати или подушки для дивана. Также был возвращён редактор создания стиля, как в The Sims 3. Игра должна была позволять нескольким игрокам одновременно обустраивать жилище.

## Разработка
Слухи по поводу возможной разработки The Sims нового поколения начались ещё в 2018 году, когда ЕА Games опубликовала списки вакансий для работы над «новой игрой во франшизе Sims». Разработка игры была подтверждена в январе 2020 года, на пресс конференции EA, а именно создание кроссплатформенной The Sims с поддержкой многопользовательского режима, но также с полным сохранением одиночного режима, как в предыдущих играх The Sims. Тогда же было объявлено, что в игру будет добавлен как и традиционный для предыдущих частей геймплей, так и элементы для соперничества и социального взаимодействия, аналогичные в игре The Sims Online. В этом же году было подтверждено, что игра выйдет для приставок Xbox Series X и PlayStation 5. Пандемия COVID-19 и последовавший карантин стали причиной задержки разработки игры и переноса её запланированного релиза на более поздний срок. В апреле 2021 года Лаура Миле, директор по студиям Electronic Arts подтвердила разработку онлайн-версии новой части The Sims, чей игровой процесс имеет схожести с The Sims Online 2002 года выпуска.
18 октября 2022 года состоялся анонс игры с рабочим названием Project Rene. Разработчики назвали свой проект «революционным», утверждая что их будущая игра предоставит множество нововведений для тех, кто любит создавать истории, заниматься творчеством. Одновременно игра сохранит верность традициям франшизы. Дата выхода не запланирована, выход игры ожидается не раньше, чем через несколько лет. Разработчики также заметили, что публичность разработки позволит наладить обратную связь с фанатами The Sims, чтобы учитывать их замечания и пожелания в процессе дальнейшей разработки.
Ключевое нововведение Project Rene — поддержка онлайн-функций. Разработчики предупредили, что никакой речи о настоящей MMO с неким публичным пространством не идёт, так как привычный фанатам игровой процесс игр The Sims непригоден для этого. Разработчики хотят реализовать возможность приглашать себе на участок симов других игроков. Игру собираются сделать кросс-платформерной, то есть играть с общим сохранением на разных платформах — персональных компьютерых, игровых приставках и мобильных устройствах. Разработчики в частности упоминали возможность сохранять игру на компьютере, чтобы продолжать играть в неё на телефоне. Интерфейс и управление в игре создаются с учётом использования сенсорного экрана.
Игра изначально планировалось сделать бесплатной, разработчики обещали, что это не будет free-to-play игра со встроенным микротрансакциями и ограничениями и монетизация планировалась аналогичной The Sims 4 — бесплатной будет базовая версия, которой будут периодически выпускаться платные DLC. Должен был изменится характер распределения игрового контента. В частности в базовую версию должны были добавиться ключевые механики из дополнений, но без контента, разработчики в качестве примера упомянули погоду, заметив, что базовая версия получит снег, но лепить снеговиков и кататься на коньках можно будет, купив дополнение. Разработчики объявили, что после выхода Project Rene, команда продолжит поддерживать дополнениями The Sims 4, позволяя сосуществовать двум проектам. Согласно утечкам от октября 2024 года в игре всё таки будет встроена условно-бесплатная модель монетизации, премиальная валюта, в том числе сезонные пропуска
В июне 2023 года студия Maxis представила особенности новой игры. У игровых персонажей будут более реалистичные паттерны поведения и новые позы, в их настройках появятся новые прически и цвета волос, в домах будет улучшено освещение. Интерфейс игры станет более простым, без «визуального мусора», а в локациях будут размыты границы между территориями. На конец 2023 года игра по прежнему находилась на раннем этапе разработки.
В феврале 2024 года в сеть была слита версия, скомпилированная в ноябре 2022 для ПК и Android. Данный билд защищен антипиратской защитой Denuvo.
Осенью 2024 года планируется провести небольшое тестирование по приглашениям.

### Слухи об отмене
Первые слухи об отмене появились в июле 2024 года, когда в резюме одного из бывших сотрудников в списке проектов была обнаружена версия The Sims: Project Rene для PlayStation 5, помеченная, как отмененная. Однако, оставалось неясным, имеется ли в виду игра в целом или только версия для данной консоли. 17 сентября 2024 было подтверждено, что проект The Sims 5 не находился в разработке. Так как многими Project Rene воспринималась, как The Sims 5, многие игровые СМИ ошибочно объявили об отмене разработки Project Rene. EA Games опровергла эту информацию и объявила, что The Sims 5 не разрабатывалась, а Project Rene — побочная игра франшизы The Sims.

## Реакция
Реакция на анонс в целом была неоднозначной, так как ожидалось, что EA анонсирует уже готовую игру, учитывая то, что с момента выхода The Sims 4 прошло уже 8 лет, между тем, предыдущие игры серии The Sims выпускались каждые четыре года. То, как была анонсирована вероятная The Sims 5 и то, что разработчики намерены сообщать о всех этапах разработки натолкнуло некоторых игровых журналистов на мысль, что EA Games решила скопировать такую стратегию у команды независимых разработчиков симулятора жизни Paralives, которые также открыто информируют о всех этапах разработки с самого начала. Журналисты даже обвинили EA Games в плагиате, усмотрев подозрительную схожесть редакторов строительства в Paralives и Project Rene.